# Астроэкология
Астроэколо́гия — научная дисциплина, изучающая взаимодействия живых организмов и их сообществ между собой и ресурсами в условиях окружающего космоса.

## Общие сведения
Астроэкология, как термин, появилась в описании исследований возможностей метеоритного вещества, в качестве ресурса поддерживающего жизнь и, в частности, почвы для растений. Одной из первых подобных работ были эксперименты, проводившиеся с начала 2000-х годов Майклом Маутнером (англ. Michael N. Mautner), профессором химии Университета Содружества Виргинии. Он выращивал спаржу в почве состоящей из перемолотых метеоритов, то есть, материала, полученного из космоса. Результаты показали, что это вещество при увлажнении и в атмосфере Земли, вполне обеспечивает жизнеспособность растений.
Среди вопросов, исследуемых астроэкологией, к основным могут быть отнесены следующие:
- Существовала ли в прошлом среда обитания способствующая возникновению и развитию микроорганизмов?
- Какова вероятность зарождения жизни в благоприятной среде?
- Какова вероятность существования внеземной жизни?
- Существует ли в космосе условия для обеспечения жизни и если да, то для какого её объёма?
- Возможен ли перенос жизни в космосе (панспермия), и какую роль в этом может сыграть человечество?
- Какова роль жизни с точки зрения космологии?

## Предмет изучения
Астроэкология изучает взаимодействие биоты с условиями окружающего космоса. Её предметом являются ресурсы для жизни на планетах, астероидах и кометах, вокруг различных звезд, в галактиках, и в целом во Вселенной. Результаты исследований позволяют оценить перспективы жизни, от планет до галактик в космологических временных масштабах

.
Физическими факторами, рассматриваемыми астроэкологией, являются доступная организмам энергия, микрогравитация, радиация, давление, температура. Также изучаются возможные пути распространения жизни в космической среде, в том числе, естественная и направленная панспермия

.
Кроме того, астроэкология изучает возможные мотивы космической экспансии человечества
.

## Некоторые количественные оценки
Количественный анализ содержания в метеоритах и астероидах солнечной системы важных для растительной жизни веществ, таких как углерод, азот, фосфор, калий, выявил возможность создания на их основе существенного объёма биомассы. Например, только в, так называемых, астероидах класса С, суммарная масса подобных веществ приблизительно оценивается в 1022 кг

, а результаты лабораторных исследований позволяют предположить, что биомасса созданная с их помощью может достигать порядка 6•1020 кг, что в 100 000 раз больше всей биомассы на Земле в настоящее время.